# Dia de la Zero Discriminació
Dia de la Zero Discriminació, proclamat l'any 2013, és un dia anual celebrat l'1 de març de cada any per les Nacions Unides (ONU) i altres organitzacions internacionals. La jornada pretén promoure la igualtat davant la llei i en la pràctica a tots els països membres de l'ONU. El dia es va celebrar per primera vegada l'1 de març de 2014 i va ser llançat pel director executiu d'ONUSIDA, Michel Sidibé, el 27 de febrer d'aquell any amb un esdeveniment important a Pequín.
El febrer de 2017, ONUSIDA va fer una crida a la gent a "fer una mica de rebombori al voltant de la discriminació zero, a parlar i evitar que la discriminació s'interposi en el camí per assolir les ambicions, els objectius i els somnis".
La jornada és especialment destacada per organitzacions com ONUSIDA que lluiten contra la discriminació de les persones que viuen amb el VIH/sida. "L'estigma i la discriminació relacionats amb el VIH són generalitzats i existeixen a gairebé totes les parts del món, inclosa la nostra Libèria", segons el Dr. Ivan F. Camanor, president de la Comissió Nacional de Sida de Libèria. El Programa de Desenvolupament de les Nacions Unides també va retre homenatge el 2017 a les persones LGBTI amb VIH/sida que pateixen discriminació.
Els activistes a l'Índia han aprofitat aquest dia per pronunciar-se en contra de les lleis que fan més probable la discriminació contra la comunitat LGBTI, especialment durant la campanya anterior per derogar la llei (Codi Penal Indi, s377) que solia criminalitzar l'homosexualitat en aquest país. Aquesta llei va ser anul·lada pel Tribunal Suprem de l'Índia el setembre de 2018.
L'any 2015, els armenis nord-americans a Califòrnia van celebrar una representació de "morts" el Dia de la Zero Discriminació per recordar les víctimes del genocidi armeni.
| Any  | Temàtica                                                             |
| ---- | -------------------------------------------------------------------- |
| 2022 | « Eliminemos las leyes que perjudican, creemos leyes que empoderan » |
| 2021 | Poner fin a las desigualdades                                        |
| 2020 | Cero discriminación contra las mujeres y las niñas                   |
| 2019 | Movilízate para cambiar las leyes discriminatorias                   |
| 2018 | ¿Qué pasaría si?                                                     |
| 2017 | ¡Hazte sentir!                                                       |
| 2016 | Distínguete                                                          |
| 2015 | Ábrete al mundo, tiende la mano                                      |
| 2014 | Únete a la transformación                                            |